# البنا
البنا هي قاذفة صواريخ فلسطينية من تصميم كتائب الشهيد عز الدين القسام الجناح العسكري لحركة حماس. سُميت بذلك نسبة لحسن البنا مؤسس جماعة الإخوان المسلمون، أشرف على صُنع هذا السلاح عدنان الغول جنبًا إلى جنب مع محمد الضيف. صنع السلاح من المواد الخام و المعدات التي يتم تهريبها إلى غزة عبر الأنفاق في رفح. يُعد البنا اليوم أول سلاح يتم استعماله من طرف حركة المقاومة الفلسطينية في انتفاضة الأقصى. بات لمهندسي حركة حماس بعد الانتفاضة الثانية القدرة على إنتاج أسلحة متطورة نسبيا بالرغم من الحصار الإسرائيلي المفروض على القطاع. تم استخدام السلاح في إطلاق الصواريخ الفلسطينية على المُحتل الإسرائيلي.
يتميّز سلاح البنا كونَ صاحبه قادرٌ على إطلاقه بكل بساطة من خلال حمله على كتفه واستهداف قوات الدفاع الإسرائيلية المُدججة بالدبابات والعربات المدرعة خلال عمليات التوغل في المناطق الفلسطينية. تم استبدال سلاح البنا عام 2003 بسلاح آخر أكثر تطور وأكثر قدرة على الإصابة وهو البتار الذي استخدم من قبل مقاومي حركة حماس طبعًا. عملت باقي الجماعات الفلسطينية المسلحة على تصميم أسلحة مشابهة تقريبًا لسلاح البنا وذلك لاستعمالها خلال حروبها مع إسرائيل. قدّم مهندسي حماس بحلول عام 2004 قاذفة صواريخ جديدة ومتطورة حملت اسم الياسين.